# Reformas Tenpō
Las reformas Tenpō (天保の改革 tenpō no kaikaku?) fueron una serie de medidas gubernamentales introducidas en 1842 durante la era Tenpō del Shogunato Tokugawa, como respuesta al caos social producido por la Gran hambruna de Tenpō entre 1832 y 1836. Estas reformas son el precedente de la Restauración Meiji y su intención era el de fomentar cambios en el desordenado ejército del país, en la economía, la agricultura, las finanzas así como los sistemas religiosos y sociales.
Se prohibió la inmigración a Edo, la formación de sociedades y el rangaku (aprendizaje holandés). Las familias fueron obligadas a registrarse en el santuario sintoísta más cercano los días 16 de enero y 16 de julio de cada año. Mensualmente debía realizarse un festival, reunión o peregrinaje sintoísta.
Las reformas fueron principalmente conducidas por Mizuno Tadakuni.  